# Estonia en los Juegos Paralímpicos de Londres 2012
Estonia estuvo representada en los Juegos Paralímpicos de Londres 2012 por tres deportistas, dos hombres y una mujer. El equipo paralímpico estonio no obtuvo ninguna medalla en estos Juegos.